# شورلت مونتانا

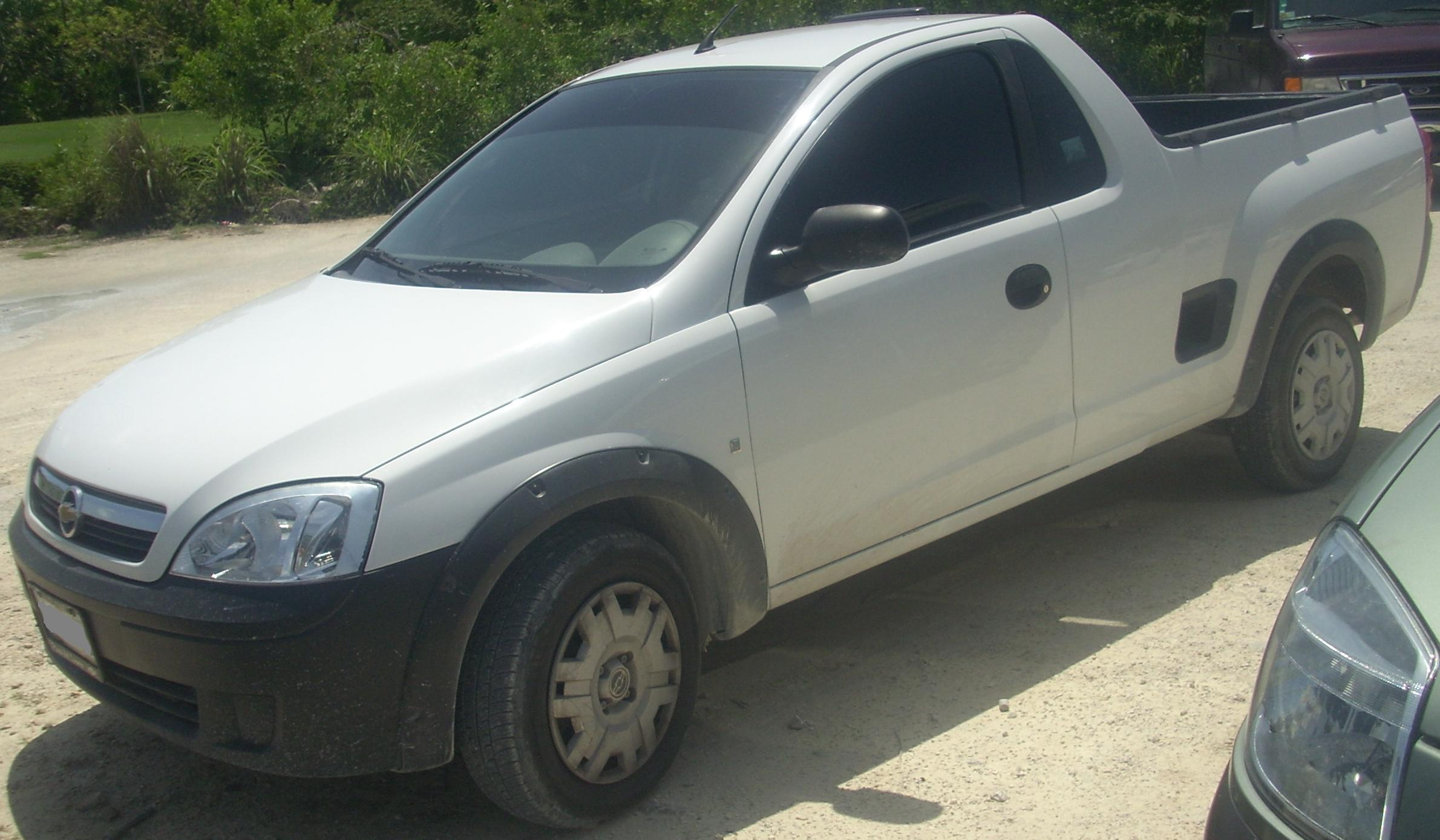

شورلت مونتانا (Chevrolet Montana) خودرویی است که از سال ۲۰۰۳ تا کنون در برزیل تولید شده‌است. طول آن در حالت طبیعی ۴٬۴۳۰ میلیمتر (۱۷۴٫۴ اینچ)، عرض آن در حالت طبیعی ۱٬۹۵۴ میلیمتر (۷۶٫۹ اینچ) و ارتفاع آن در حالت طبیعی ۱٬۴۲۰ میلیمتر (۵۵٫۹ اینچ) است.